# Kapellgärdsparken

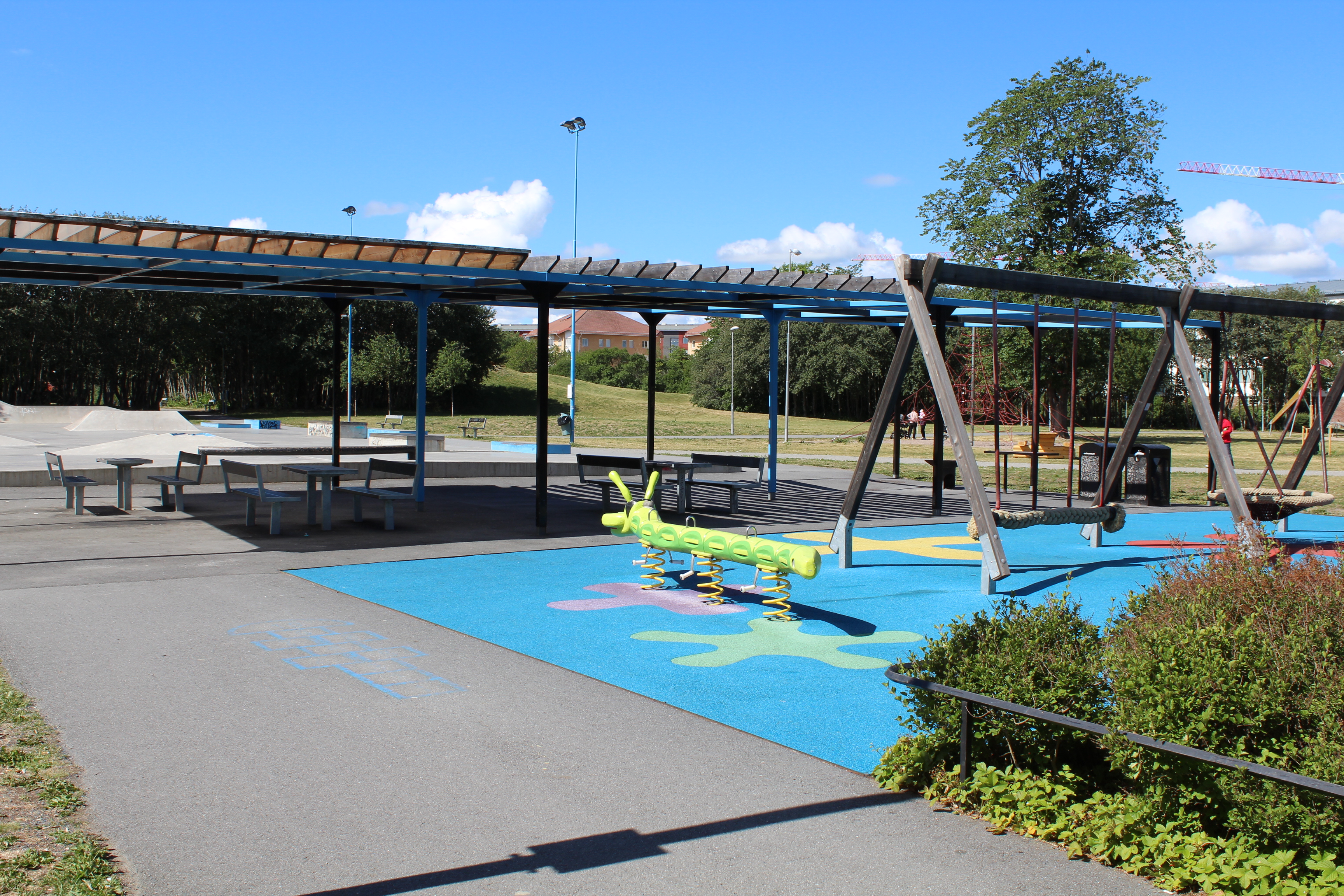
Lekutrustning och skatepark i Kapellgärdsparken.

Kapellgärdsparken är en park i Uppsala som ligger i stadsdelen Kapellgärdet. Där finns en lekplats, ett utegym och en skateboardpark.